# Vidå
El Vidå (en alemany Wiedau, en frisó septentrional Widuu) és un riu danès de la península de Jutlàndia que discorre íntegrament pel territori del municipi de Tønder. Neix a uns 4 km a l'est de la ciutat de Tønder, a la confluència dels rius Arnå i Hvirlå, i desemboca al mar del Nord prop de la vila de Højer.
Durant una part del seu curs el Vidå passa molt a prop de la frontera entre Dinamarca i Alemanya, resseguint-la a poca distància, de vegades pocs metres, però sense arribar mai a entrar en territori alemany. El llac Rudbøl que és travessat pel Vidå sí que fa frontera.
El riu va ser objecte del Snæbelprojekt encaminat a la protecció d'una de les espècies de peixos més amenaçades d'Europa. Llur projecte ha rebut el suport de la UE a través del programa LIFE.